# Noreppa chromus
Noreppa chromus är en fjärilsart som beskrevs av Guérin-meneville 1844. Noreppa chromus ingår i släktet Noreppa och familjen praktfjärilar. Inga underarter finns listade i Catalogue of Life.

## Bildgalleri

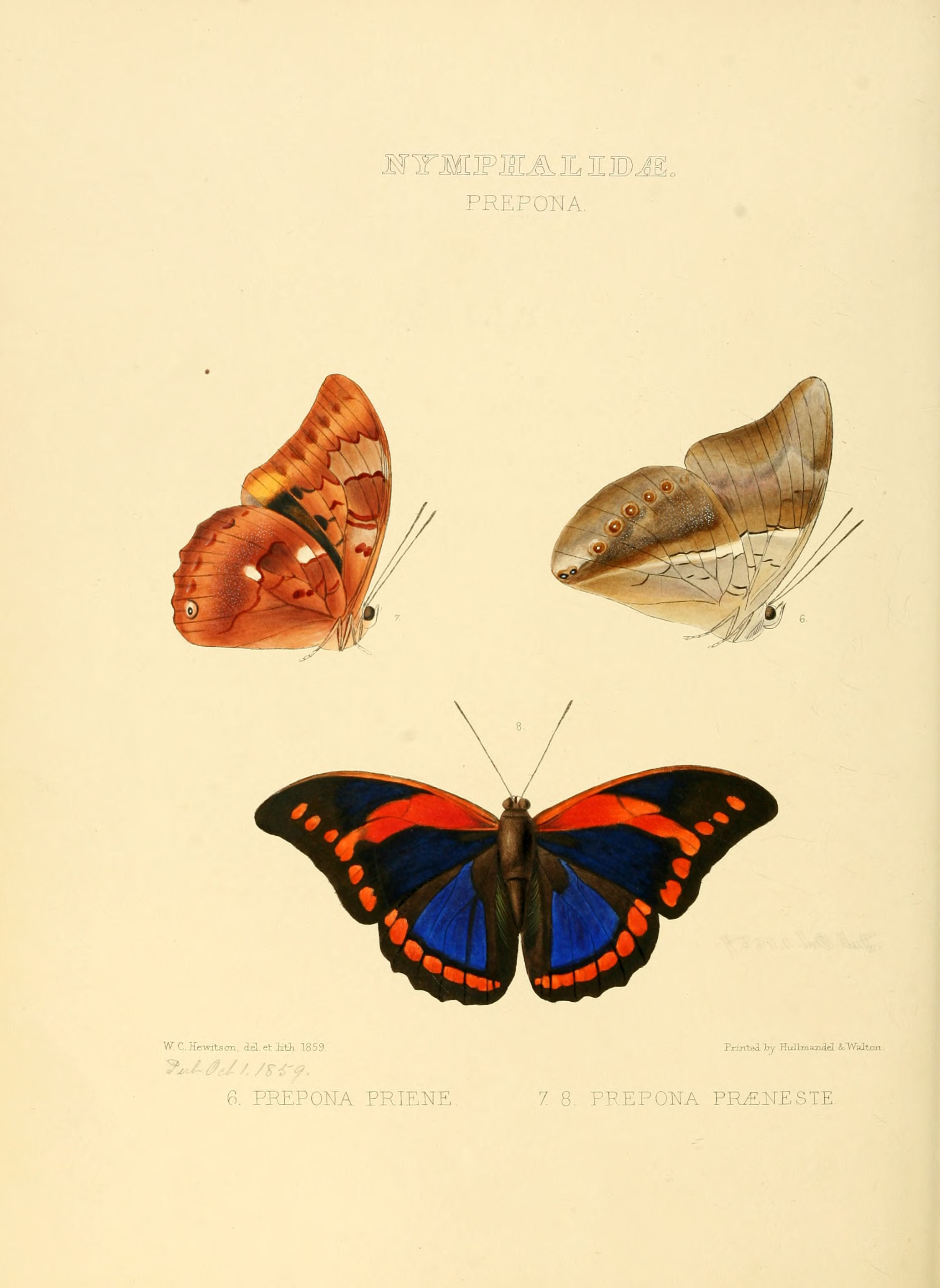
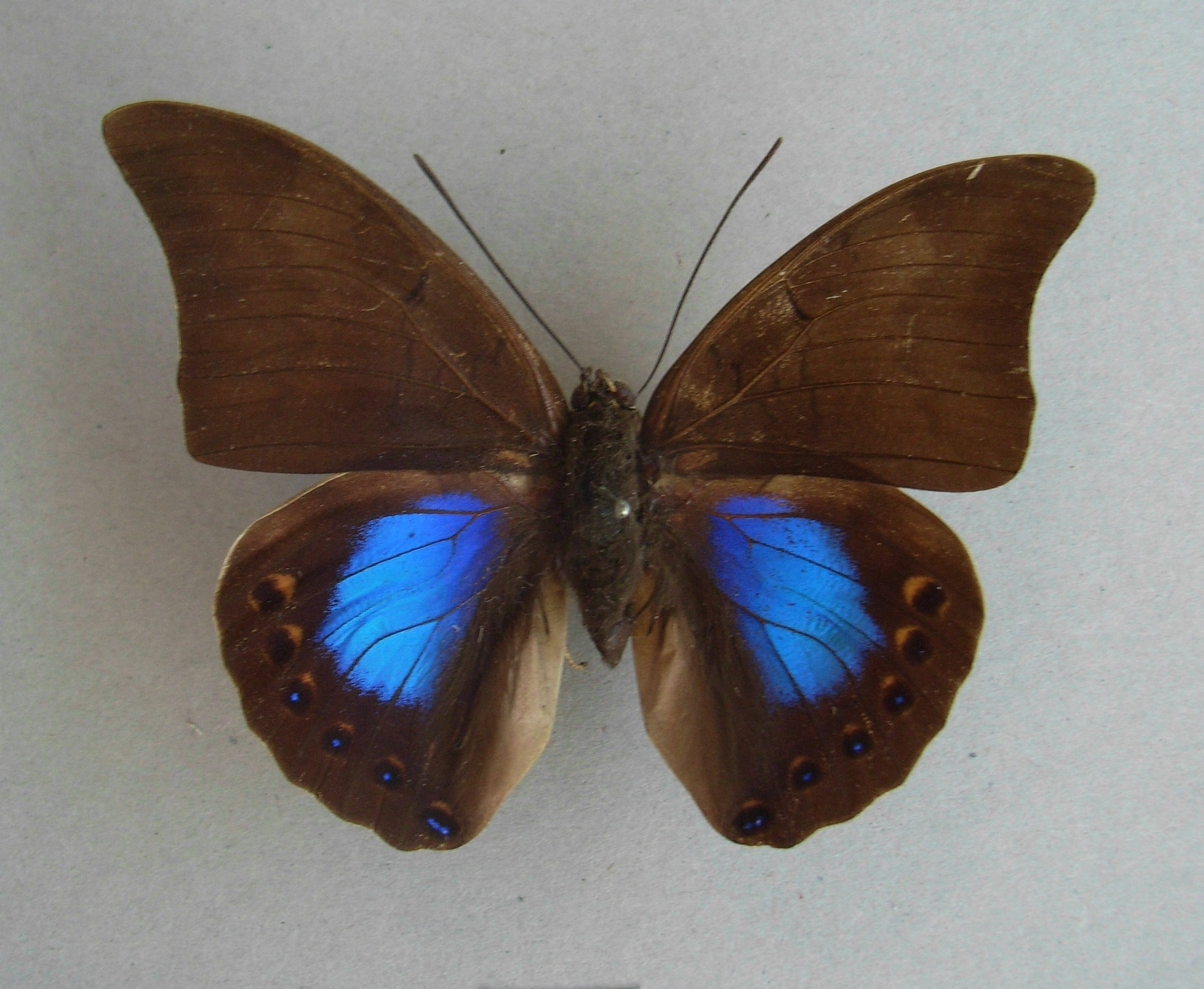